# Paderborns ärkestift
Paderborns ärkestift (latin: Archidioecesis Paderbornensis, tyska: Erzbistum Paderborn) är ett av sju katolska ärkestift i Tyskland. Det tillhör Paderborns kyrkoprovins. Ärkebiskop är Udo Markus Bentz.
Ärkestiftet utgjorde tidigare ett riksomedelbart biskopsstift, furstbiskopsdömet Paderborn.
Representanter från Paderborns katolska ärkestift svarade tidvis för de katolska missionerna i bland annat Sverige via Apostoliska vikariatet i de nordiska missionerna.